# Teheraner Börse

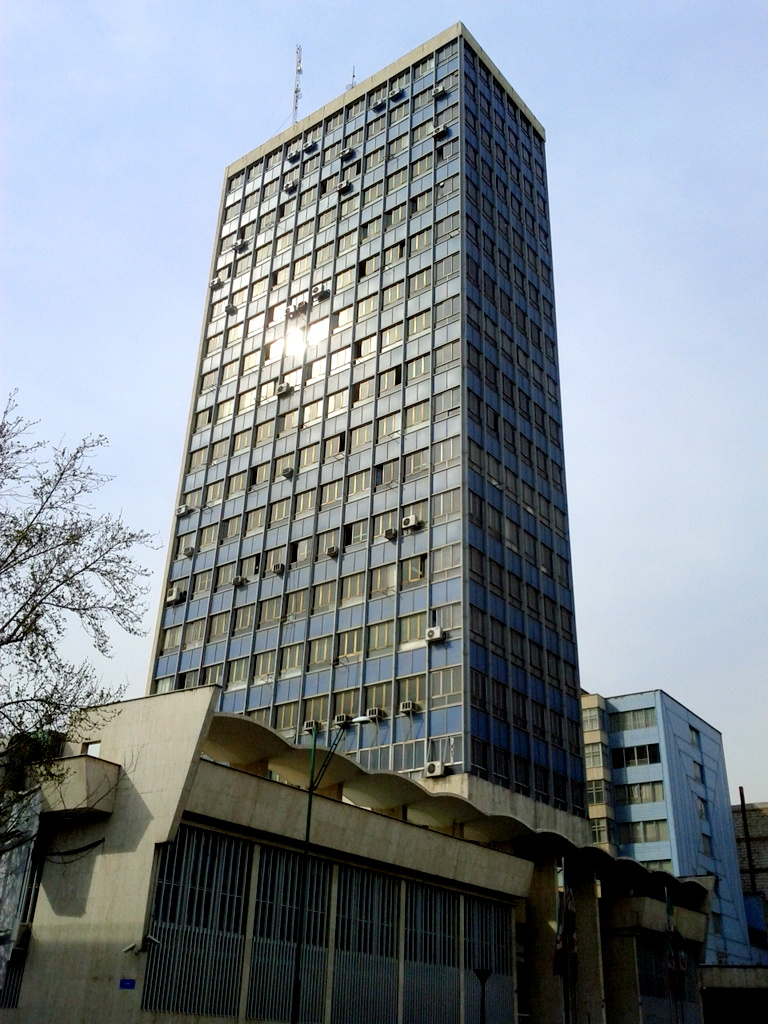
Teheraner Börse

Die Teheraner Börse (Persisch بورس اوراق بهادار تهران; kurz TSE) ist die größte Börse des Iran. Sie wurde 1967 eröffnet, nach der islamischen Revolution geschlossen und im Jahre 1989 wiedereröffnet. Im Jahre 2007 waren 416 Unternehmen mit insgesamt knapp 40 Milliarden US-Dollar Marktkapitalisierung an der Börse notiert, im Juli 2010 waren es 337 Unternehmen mit einer Kapitalisierung von rund 70 Milliarden US-Dollar.  Der wichtigste Vorteil der Börse ist, dass mehr als 40 Branchen direkt an ihr beteiligt sind, unter anderem die Automobil-, Telekommunikations-, Landwirtschafts-, Petrochemie-, Bergbau-, Stahl-, Eisen-, Kupfer-, Banken- und Versicherungsbranche.
Der Marktindex ist zwischen 1999 und 2004 jährlich um 50 % gestiegen, was etwa dem dreifachen der damaligen Inflation entspricht. Politische Unsicherheiten und besonders die internationalen Sanktionen aufgrund des iranischen Atomprogrammes sorgen für hohe Volatilität der Notierungen. Bei den Privatisierungsbemühungen der iranischen Regierung spielt die Börse eine wichtige Rolle, um staatliche Unternehmen zu bewerten und zu verkaufen.

## Indizes
Leitindex der Börse ist der TEPIX.

## Zusammensetzung

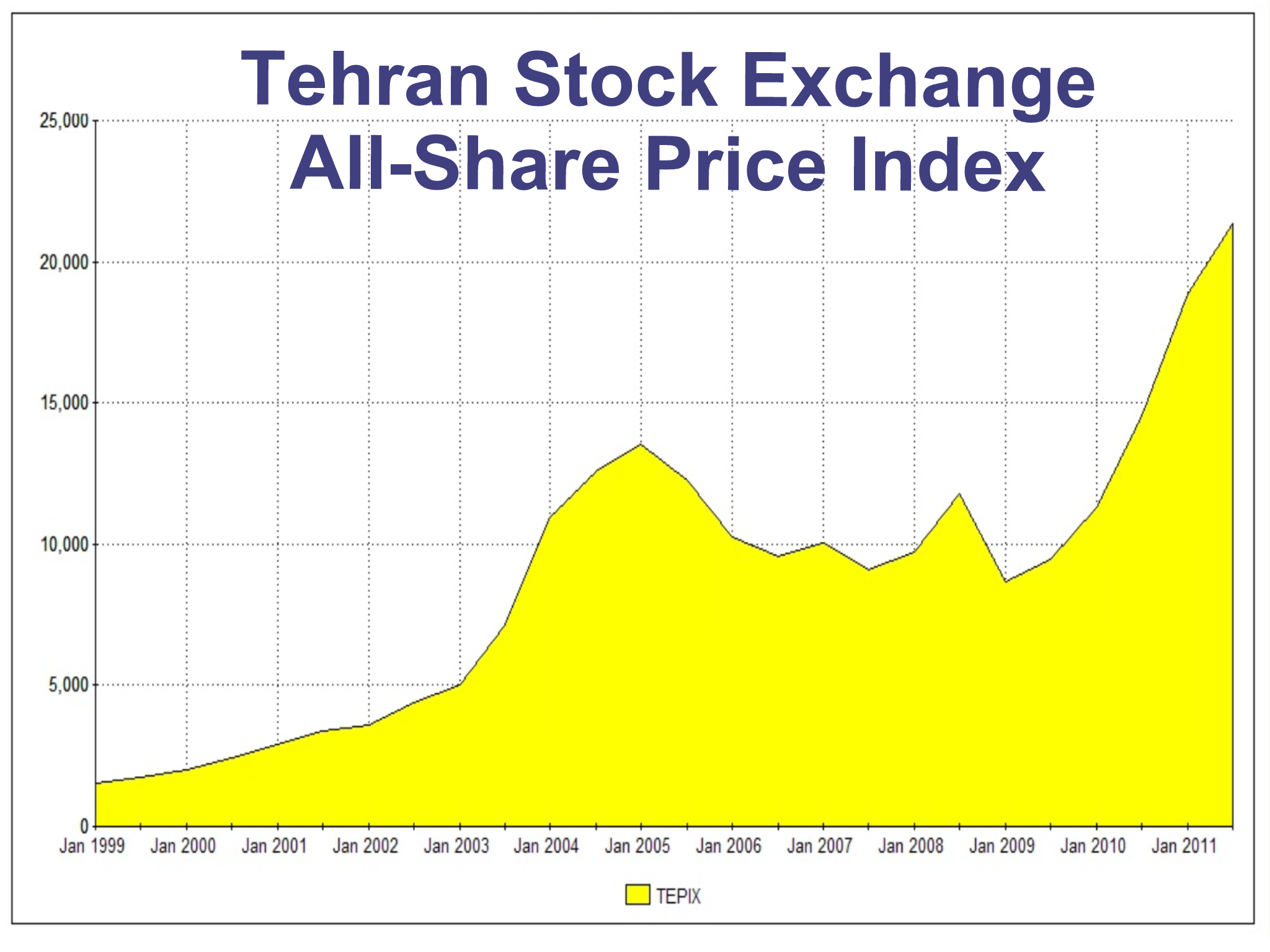
Entwicklung des Leitindex TEPIX 1999–2011

|     | Name                                                                 | Marktkap. (Millionen $) | % Gewichtung |
| --- | -------------------------------------------------------------------- | ----------------------- | ------------ |
| 1.  | Telecommunication Company of Iran                                    | 9.250                   | 9,7          |
| 2.  | IMIDRO (National Iranian Copper Industries Company)                  | 7.708                   | 7,4          |
| 3.  | Mobarakeh Steel                                                      | 6.271                   | 6,0          |
| 4.  | Ghadir Investment Company                                            | 4.134                   | 4,0          |
| 5.  | Chadormalu Mining and Industrial Company                             | 3.683                   | 3,5          |
| 6.  | Khouzestan Steel Company                                             | 3.648                   | 3,5          |
| 7.  | Gol Gohar Iron Ore Company                                           | 3.647                   | 3,5          |
| 8.  | Omid Investment                                                      | 3.595                   | 3,5          |
| 9.  | Bank Pasargad                                                        | 3.262                   | 3,1          |
| 10. | Pardis Petrochemical Co. (gehört zur National Petrochemical Company) | 3.066                   | 2,9          |
|     | Total                                                                | 104.141                 | 47,1         |

## Mitgliedschaften
Die Teheraner Börse ist ein Mitglied der:
- World Federation of Exchanges
- und ein Mitgründer der Federation of Euro-Asian Stock Exchanges
- Sustainable Stock Exchanges Initiative

## Weblink
- Offizielle Website